# Обстрел израильского школьного автобуса ракетой «Корнет»
Обстрел израильского школьного автобуса ракетой «Корнет» — террористический акт, обстрел, осуществлённый 7 апреля 2011 года из сектора Газа по территории Израиля на участке шоссе 25, между кибуцом Нахаль-Оз и перекрёстком Саад, примерно в 2 км от границы с сектором.
В результате обстрела были ранены 2 человека, один из них, 16-летний Даниэль Вифлих, позже скончался от полученных ран.
За несколько минут до обстрела водитель высадил остальных школьников из автобуса, окрашенного в ярко-жёлтый цвет, предназначенный для транспортных средств, перевозящих школьников.
Ответственность за обстрел приняла на себя группировка «Бригады „Изз ад-Дин аль-Кассам“», военное крыло исламистского движения ХАМАС.

## Обстрелы Израиля из сектора Газа
В марте — начале апреля 2011 года обстрелы территории Израиля террористическими группировками из Сектора Газа резко усилились. Только за март ими было выпущено 34 ракеты «кассам» и системы град, 3 израильских граждан были ранены, а с 1 по 10 апреля — 39 ракет. Обстрелам подверглись южные районы Израиля, от Негева до Ашкелона и Ашдода[уточнить].
9 ракет были перехвачены противоракетной системой «Железный купол».
В нарушение международных конвенций, жилые районы Израиля обстреливались, в том числе, и из жилых районов Сектора Газа.

## Обстрел автобуса

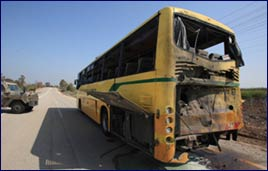
Автобус после атаки

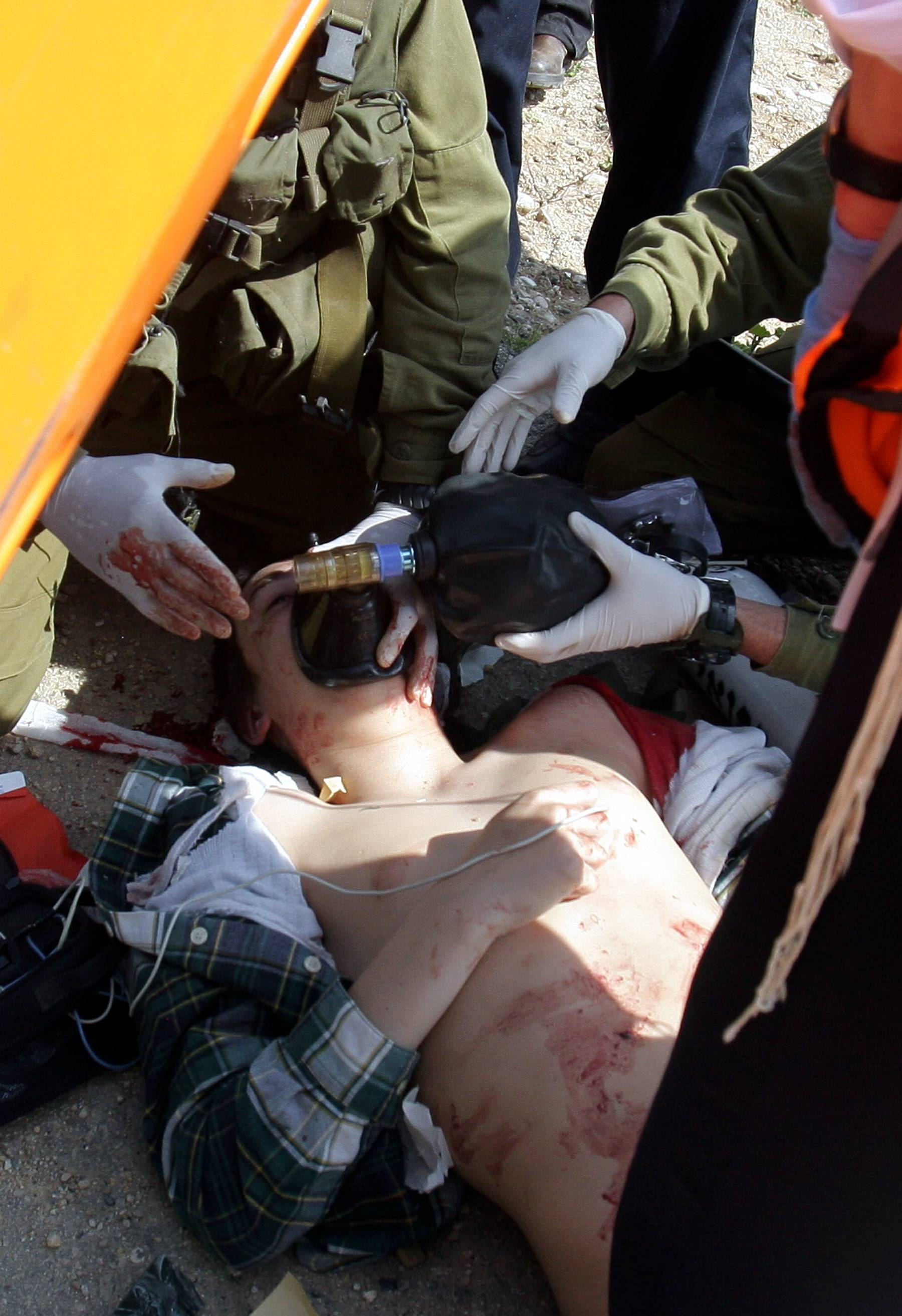
Оказание помощи Даниэлю Вифлиху

7 апреля школьный автобус регионального совета Шаар ха-Негев, четко помеченный ярко-жёлтым цветом и легко опознаваемый, как транспортное средство, перевозящее школьников, следовал по шоссе 25 между кибуцем Нахаль Оз и перекрестком Саад, примерно в 2 км от границы с сектором Газа.
За несколько минут до обстрела водитель Цион Ямини высадил из автобуса последних школьников, так что кроме него в автобусе оставался только 16-летний Даниэль Вифлих, ученик иешивы «Гейхал ха-Тора» возле Бейт-Шемеша, возвращавшийся домой от бабушки. В результате обстрела автобуса противотанковой ракетой водитель был ранен в ногу, а Даниэль, получивший тяжёлые ранения, был затем доставлен вертолётом в больницу «Сорока» в Беэр-Шеве в критическом состоянии.
17 апреля, не приходя в сознание, он скончался в результате тяжёлой черепно-мозговой осколочной травмы и был погребён на кладбище города Бейт-Шемеш. Родители Даниэля, Ицхак и Тамар, познакомились в Гонконге. Тамар перешла в иудаизм и переехала с мужем в Израиль. Кроме Даниэля, у них осталась дочь.
Спустя час после обстрела автобуса «террористы выпустили по территории Израиля 15 миномётных снарядов. Израильские войска открыли ответный огонь…».
Ответственность за обстрел приняла на себя группировка «Бригады Изаддина аль-Касама» (ХАМАС), признанная террористической организацией в ряде стран.
В Израиле обстрел школьного автобуса был воспринят, как «переход красной черты», и считают, что «террористы сознательно выбрали именно такую цель»..

## Обвинение в использовании оружия российского производства
Согласно израильским военным источникам, автобус был обстрелян противотанковой ракетой «Корнет», произведённой в России. Согласно газете «Едиот Ахронот», правительство Израиля потребовало от России расследовать, каким образом группировка ХАМАС приобрела такое оружие.

При продаже «Корнетов» Сирии, Россией было оговорено условие, что оно не будет передаваться какой-либо третьей стороне. Тем не менее ещё во время 2-й ливанской войны (2006), это оружие использовалось «Хезбаллой» против израильских танков.

Вместе с тем, 13 апреля 2011 года заместитель министра иностранных дел России Александр Салтанов заявил, что «МИД РФ не получал протестов Израиля в связи с использованием российского оружия при обстреле автобуса». После 2-й ливанской войны руководство России также отрицало возможность использования «Хезбаллой» ПТРК «Корнет», но позже оно фактически ужесточило требования по контролю за экспортируемым вооружением.
В декабре 2010 года, о первом обстреле ракетой «Корнет» с территории Сектора Газа, сообщил начальник генерального штаба Израиля Габи Ашкенази, выступая перед членами комиссии Кнессета по вопросам безопасности и иностранным делам. «По неизвестной причине „Корнет“ не взорвался, что и спасло экипаж».